# Onderbemaling

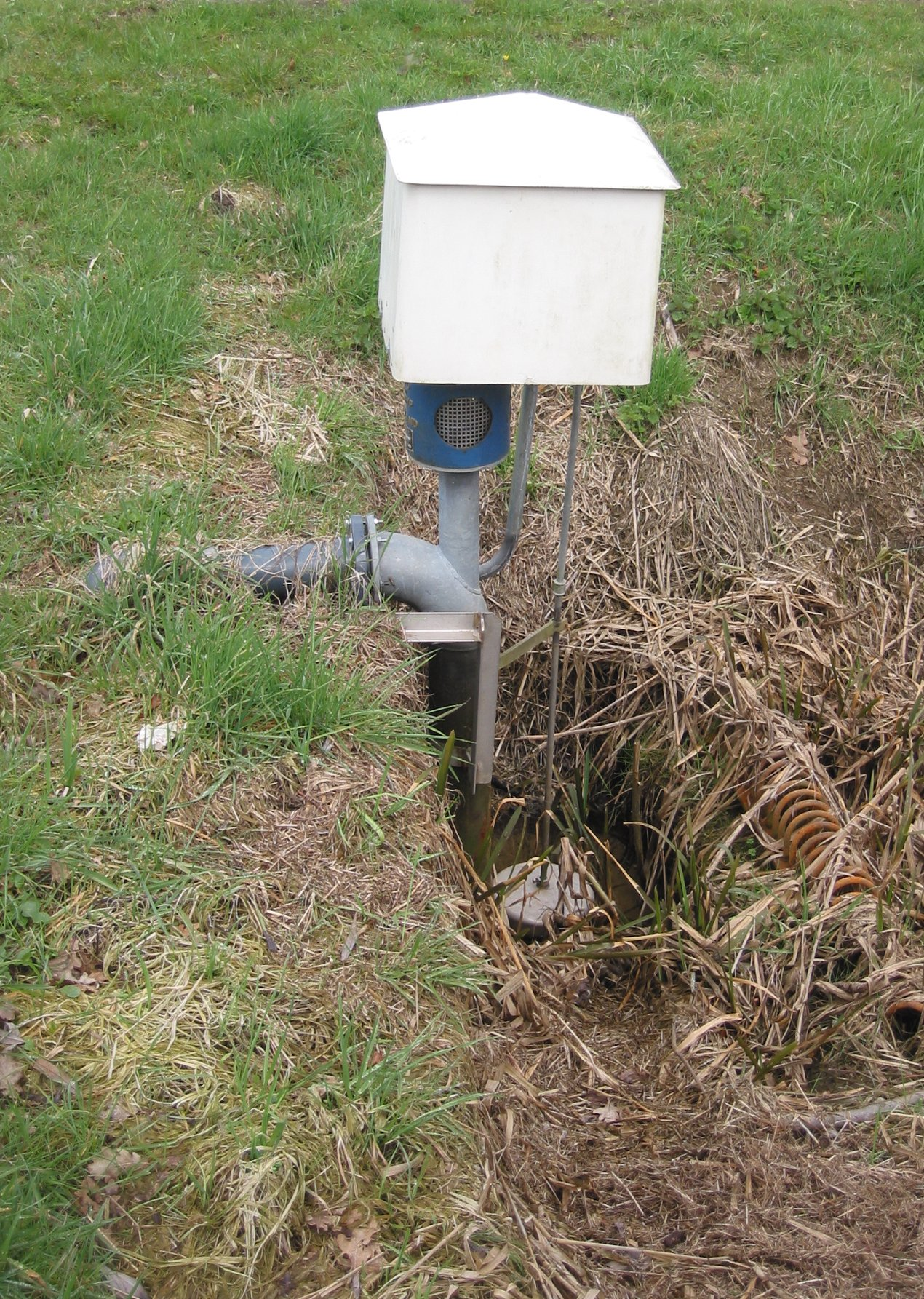
Onderbemalingspomp met vlotterinstallatie

Door onderbemaling wordt het waterpeil in een gebied kunstmatig verlaagd. Het water wordt uit de sloot of vaart van het onderbemalingsgebied gepompt naar een hogergelegen afvoersloot of -vaart. Door een vlotterinstallatie werkt de pomp of het gemaal automatisch.
Drainagebuizen zorgen ervoor dat het water van het land in de te bemalen sloot komt.
Onderbemaling zorgt bij Rosarium Boskoop dat de rozen in het park voldoende vocht kunnen opnemen. 
De term onderbemaling wordt over het algemeen gebruikt voor een kleine (particuliere) bemaling en voor een bemaling binnen een groter bemalen gebied ("een poldertje in een polder").

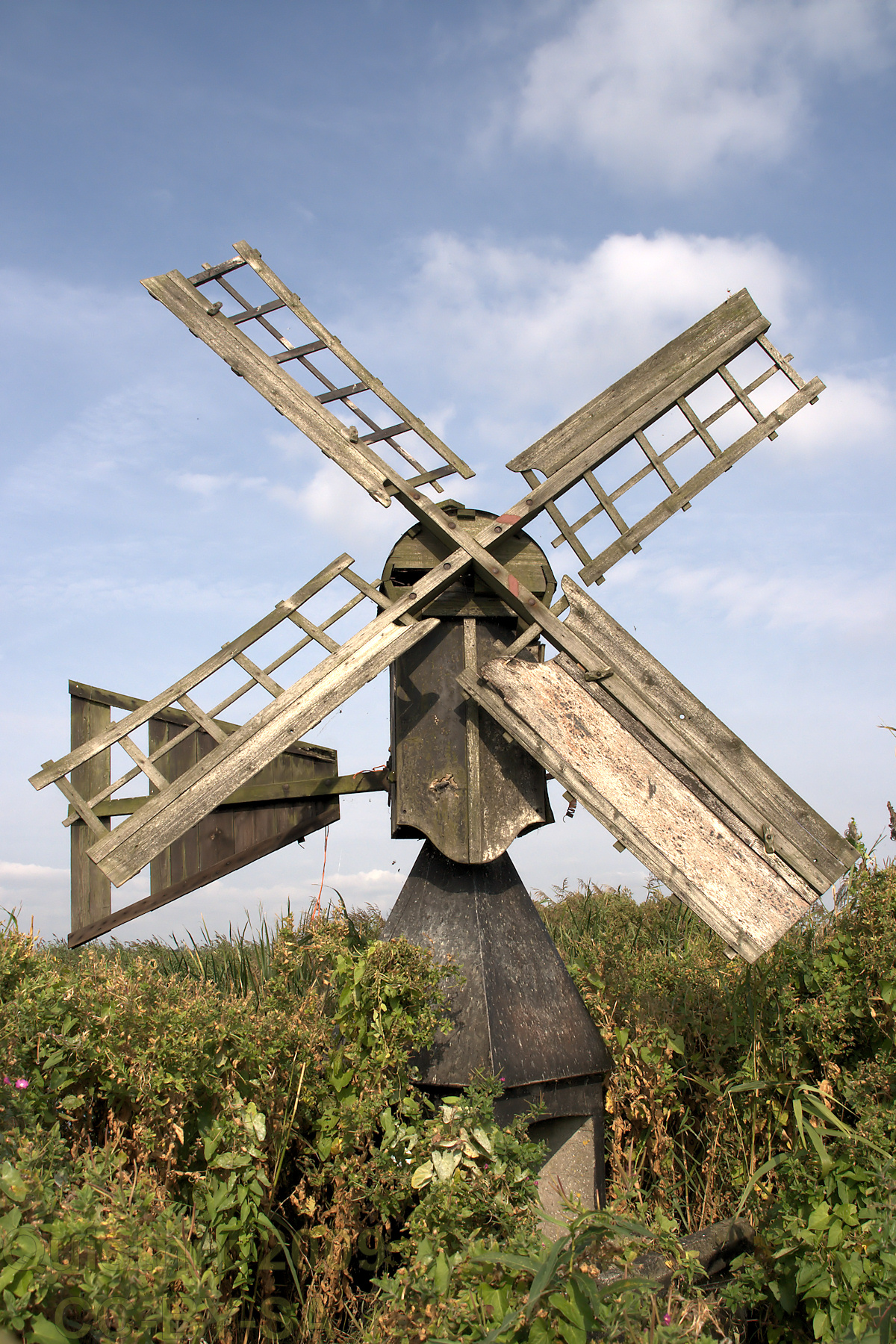
Weidemolen Grootschermer in Grootschermer